# Đèn xông hương
Đèn xông hương tinh dầu hay còn gọi là đèn đốt tinh dầu hay lò đốt tinh dầu. Nguyên lý là sử dụng nhiệt độ để cho tinh dầu bay hơi. Các loại đèn này có có nhiều hình dáng khác nhau nhưng cơ bản thì có một chén đựng tinh dầu, bộ phận đốt bằng nến hoặc bóng điện nhỏ. Có hai loại đèn xông hương tinh dầu phổ biến là đèn đốt điện và đèn đốt nến. Các loại đèn làm bằng nhiều vật liệu khác nhau như gốm sứ, thủy tinh, gỗ kính và đá.